# Бурбис, Александр Лавренович
Алекса́ндр (Алесь) Лавре́нович Бу́рбис (8 [20] октября 1885, Вильна — 20 марта 1922, Минск) — белорусский общественный и политический деятель, публицист, актёр, режиссёр. Один из основателей белорусского театра, автор исследований по экономической географии, истории, этнографии, сельскому хозяйству, банковскому делу.

## Биография

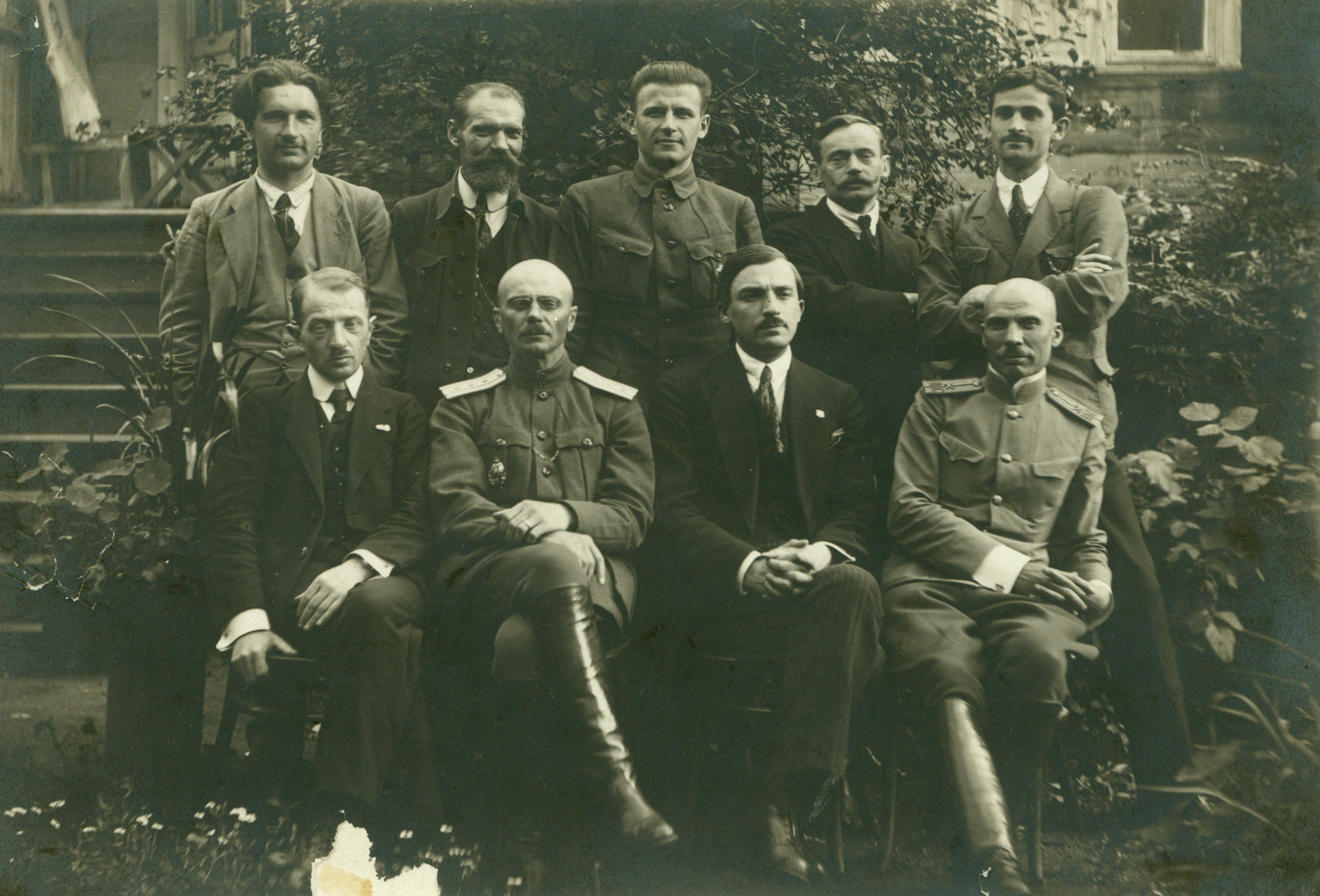
Деятели Белоруской Народной Республики летом 1918 года. (Слева направо, сидят) Алесь Бурбис, Ян Середа, Иосиф Воронко, Василий Захарко; (стоят) Аркадий Смолич, Пётр Кречевский, Константин Езовитов, Антон Овсяник, Леонард Заяц

Родился 20 октября 1885 года в Вильнюсе. Учился в Виленской гимназии. Один из основателей партии Белорусская социалистическая грамада (БСГ), член её ЦК. член ее ЦК. В январе 1906 года в Мейшагольскай волости Виленского уезда объявил Белорусскую Республику («Мейшагольская республика») .
В 1906 году Община организовала массовые стачки в аграрной сфере. Лично Алесь Бурбис организовывал забастовки в Новогрудском уезде и в Минске, где кроме этого вел работу по созданию профсоюзов. 24 августа 1906 года Бурбис был арестован в селе Дольная под Щорсовым Новогрудчине (у него был паспорт на имя Генриха Буховецкого). Он оставался в тюрьме до середины 1909 года, где заболел туберкулезом. После освобождения работал в Виленском обществе сельского хозяйства. По его инициативе 12 февраля 1910 года состоялась в Вильнюсе Первая белорусская партия.
В 1915 году Бурбис переехал в Москву, где начал работать в Народном банке. Создатель и председатель Московской организации БСГ (1917), участник съезда белорусских национальных организаций (Минск, март 1917). Один раз в 1917 и еще раз в 1918 году он был арестован в Москве советскими властями. С 1918 года Бурбис — консул Белорусской Народной Республики в Москве. С февраля 1919 года в Наркомате земледелия Литовско-Белорусской ССР с мая 1919 года. В 1920 году один из редакторов журнала «Советская Беларусь» в Смоленске. Автор точной записки, направленной в ЦК РКП(б) от 14 января 1920 года, почти идентичной по содержанию «Заявлению 32-го», однако лучше отредактированной. К записке был приложен приложение о создании образцовой Белорусской Советской Республики, где содержалась информация об историческом прошлом, политическом и общественном строе Беларуси, первых шагах советской власти в республике, делались критические замечания в связи с допущенными ошибками в проведении национально-государственной политики руководством республики.
С середины 1921 — заместитель наркома иностранных дел БССР, один из организаторов Общества Красного Креста БССР. Член комиссии Марлевского по вопросам Рижского мира. Член ЦИК Белорусской ССР в 1921—1922 годах. Участвовал в разработке договора между БССР и РСФСР. С 1921 года член Коммунистической партии  .
Умер от туберкулеза 20 марта 1922 года в Минске. Похоронен на Сторожевском кладбище, его гроб траурную музыку духового оркестра с площади Свободы. В 1950-е годы Сторожевское кладбище сровняли бульдозером. Есть информация, что останки Бурбиса были перенесены на Военное кладбище, но литературовед Григорий Семашкевич не смог найти его могилу. Есть мнение, что могила могла быть уничтожена при расширении Долгобродской улицы, либо останки вообще не были перенесены на Воинское кладбище.

## Общественно-культурническая деятельность
Публиковался в «Нашай Ніве» под разными псевдонимами . Автор ряда статей по национально-освободительному вопросу (после февраля 1917 года), работ по истории, этнографии и экономике Беларуси .
Участник Первой белорусской труппы Игната Буйницкого, Белорусского музыкально-драматического коллектива в Вильнюсе. Менеджер, режиссер, актер и чтец на первых белорусских театральных вечерах в Вильнюсе. Много внимания уделял организации драматических кружков. Он поставил «Па рэвізіі» М. Крапивницкого в имении Петровщина под Минском в 1906 году, «Сватаўство» В. Дунина-Марцинкевича в 1915 году в Вильнюсе.
В августе 1920 года окончил научную монографию «Краткий очерк по экономической географии Беларуси» (опубликован в журнале «Народное хозяйство Белоруссии», № 4 за 1922 год), в которой определил и впервые в истории белорусской науки описал белорусский территориально-хозяйственный комплекс, проанализировал хозяйственные связи с другими регионами, первый из белорусских ученых рассчитал торговый баланс Беларуси, подчеркнул несоответствие тогдашних границ потребностям экономического развития.
Использовал псевдонимы: Стары Піліп, А. Аляксеенка, А.В.

## Память
Памяти Александра Бурбиса посвящённые некрологи Антона Луцкевича «Аляксандар Бурбіс», Палуты Бодуновой «Памяці А. Бурбіса», Миколы Байкова «Памяці А. Бурбіса», артикулы Евгения Хлебцевича «Памяці А. Л. Бурбіса», Дмитрия Жилуновича «Алесь Бурбіс (революционная характеристика)» (Полымя. 1927. № 2). 24 марта 1922 года в газете «Советская Беларусь» была напечатано траурная речь Язэпа Лёсика с похороны Бурбиса.
В 1926 году Инбелкульт предлагал переименовать улицу Кладбищенскую в Минске (находилась у Военных кладбищ) в честь Алеся Бурбиса, но безрезультатно .
В Стародорожском художественном музее хранятся портрет «Алесь Бурбис — один из основателей БСГ» (1993) Анатолия Кривенко и рельеф «Алесь Бурбис» (2005) Николая Нестеревского.